# 五黄土星
| 四 | 九 | 二 |
| 三 | 五 | 七 |
| 八 | 一 | 六 |

五黄土星（ごおうどせい）とは、暦、占いに用いられる九星の一つ。
後天定位盤において中央に位置し、九星の中で特別の意味をもつ。他の8つ星を支配する強力な星。同じ土性をもつ二黒土星、八白土星と比べても土気は強い。
九星では土に属するものには他に二黒土星と八白土星があるが、五黄土星は、土としては砂漠や荒野、墓場の土、土砂崩れの土、地球そのものなどを表し、破壊力や腐敗させる力があるという。
その象意を見ても、あまり歓迎したくないものや極端なものがほとんどであるし、方位に関しても五黄が配当される方位は「五黄殺」、その反対側は「暗剣殺」といっていずれも凶方位とされるが、この星の生まれの人は運気は強いとされる。また、五黄の寅年生まれは、五黄の寅といって気が強いと言われる。
日の九星においては、陽遁・陰遁の途中はもちろん、陰遁から陽遁、あるいは陽遁から陰遁に切り替わる時も、原則として9日ごと（8日おき）に五黄の日が来る。ただし九星の閏の転遁時のみ五黄の日の間隔が14日となる。

## 属性
- 五行 - 土
- 八卦 - なし（太極）
- 十干 - 戊、己
- 十二支 - なし
- 季節 - 土用（四季）
- 方位 - 中央
- 月 - なし
- 時間 - なし
- 数 - 五、十
- 色 - 黄色
- 味 - 甘味

## 象意
- 基礎、暴力、墓、死、癌、旧病の再発、破壊、葬祭業、塵芥処理、腫れ物、甘味、庇、創造、刺客、醜聞、醗酵
- 廃棄物、天変地異、中央、核、熱、支配力、反抗、核心、パニック、無、黄色、強欲、破産、失業、再起（再起動）

大腸、便秘、下痢

## 他の星との関係（相性）
- 相生 - 六白金星（土生金）、七赤金星（土生金）、九紫火星（火生土）
- 相克 - 一白水星（土剋水）、三碧木星（木剋土）、四緑木星（木剋土）
- 比和 - 二黒土星、五黄土星、八白土星

## 五黄土星の（中宮になる）年
西暦年を9で割って6余る年が五黄土星の年となる。このうち※印を付けた年は寅年と重なる「五黄の寅」で、36年周期である。
‥‥ - 1950年※ - 1959年 - 1968年 - 1977年 - 1986年※ - 1995年 - 2004年 -2013年 - 2022年※ - 2031年 - 2040年 - 2049年 - 2058年※ - 2067年 - 2076年 - ‥‥
- 五黄土星が中宮に回座する年（必ず寅年、巳年、申年、亥年ー四孟の年という）は、変革・変化・戦争・地震・災害・事件などが多いと言われる。

背景として四柱推命上用神が長生を得る年は事業の新設・勃興によく、またそのような事象が発生するからとされている。
すなわち丙は寅に、庚は巳に、壬は申に、甲は亥に長生を得るからである。